# Shirō Ichinoseki
Shirō Ichinoseki (jap. 一ノ関史郎 Ichinoseki Shirō; ur. 24 stycznia 1944 w Hachirōgacie) – japoński sztangista. Brązowy medalista olimpijski z Tokio.
Zawody w 1964 były jego pierwszymi igrzyskami olimpijskimi. Zajął trzecie miejsce w wadze do 56 kilogramów. Ichinoseki wywalczył jednocześnie medal mistrzostw świata. Był także wicemistrzem świata w 1965, brązowym medalista tej imprezy w 1963. W 1968 zajął na igrzyskach piąte miejsce. Pobił trzy oficjalne rekordy świata.